# Werner Eckert
Werner Eckert (* 1959 in Klein-Winternheim) ist ein deutscher Radio- und Fernsehjournalist, der im SWR die Redaktion Umwelt und Ernährung leitet. Bundesweit bekannt gemacht hat ihn, dass er als ARD-Umweltkorrespondent seit vielen Jahren von den internationalen Klima- und Umweltkonferenzen berichtet. Eckert tritt außerdem regelmäßig als Fachkommentator in Radio- und Fernsehsendungen wie den Tagesthemen auf. Er wurde 2020 mit dem Gerhard-Thielcke-Naturschutzpreis ausgezeichnet.

## Leben
Eckert wurde auf einem Bauernhof in Rheinhessen geboren. Er studierte in Mainz Publizistik, Geschichte und Soziologie, u. a. bei Elisabeth Noelle-Neumann. 1984 begann er beim Südwestfunk (SWF) ein Volontariat, zunächst in der Redaktion Landfunk, bevor er 1998 Leiter der SWR-Umweltredaktion wurde. Mit seinen Berichten und Kommentaren begleitet er die aktuellen umweltpolitischen Entwicklungen. Das Bundes-Klimaschutzgesetz der Bundesregierung kommentierte er z. B. 2019 wie folgt: „too little, too late – zu wenig, zu spät. Dieses Klimapaket konnte den berechtigten Ansprüchen der Jugend ohnehin nie gerecht werden. Aber es bleibt tatsächlich hinter allem zurück, was Wissenschaftler im Vorfeld als mögliche Kompromisslinie ausgerechnet hatten.“ Die Massenmedien sieht er allerdings auch geprägt von einer zu kurzfristigen „gewissen Hysterie“ bei diesen Themen, er wünscht sich eine kontinuierlichere, „nachhaltige“ Berichterstattung.  Er selbst sieht sich nicht als Umweltaktivist, sondern als einen journalistischen Fachmann, der „angesichts der Flut von Informationen“ eine „professionelle Einordnung“ für Zuhörer und Zuschauer vornehme.
Zusammen mit dem Umweltökonomen Tobias Koch sucht Eckert in dem zweiwöchig erscheinenden podcast Klimazentrale nach Antworten auf aktuelle Klima- und Umweltfragen. Neben seiner Arbeit als Umweltjournalist tritt Eckert im SWR als Wein-Tester auf und moderiert das SWR2 Forum.
In seiner Heimatgemeinde Klein-Winternheim engagiert er sich in zahlreichen Vereinen und bei der Lokalen Agenda, die u. a. die renaturierte Ausgleichsfläche Am Wingertsweg betreut.

## Auszeichnungen
- Gerhard-Thielcke-Naturschutzpreis, vergeben von der Umweltorganisation BUND (2020)

### Medienauftritte (Beispiele)
- tagesschau.de: Werner Eckert, SWR, über die Auswirkungen der Corona-Pandemie auf die Umwelt , vom 27. März 2020
- tagesschau.de: Werner Eckert, SWR, kommentiert das erfolgreiche Volksbegehren zum Artenschutz , vom 12. Februar 2019
- tagesschau.de: Kommentar Werner Eckert, SWR, zum Thema Plastikmüll, vom 28. Mai 2018
- SWR Landesschau Rheinland-Pfalz: SWR: Werner erklärt Wein: Das richtige Glas, vom 22. Dezember 2011